# Maerua kaessneri
Maerua kaessneri är en kaprisväxtart som beskrevs av Ernest Friedrich Gilg och Benedict. Maerua kaessneri ingår i släktet Maerua och familjen kaprisväxter. Inga underarter finns listade i Catalogue of Life.